# قشلاق قیطرانلو سلطانی
قشلاق قیطرانلو سلطانی روستایی است که در استان اردبیل، شهرستان پارس‌آباد، بخش مرکزی، دهستان قشلاق شمالی قرار دارد.

## جمعیت
بر اساس سرشماری سال ۱۳۸۵ جمعیت این روستا  ۱۵۹ نفر با ۳۸ خانوار بوده‌است.